# Fléac
Fléac ist eine Gemeinde mit 3856 Einwohnern (Stand 1. Januar 2022) im westfranzösischen Département Charente in der Region Nouvelle-Aquitaine.

## Lage
Fléac liegt etwa sieben Kilometer nordwestlich der Stadt Angoulême auf dem Nordufer der Charente in der alten Kulturlandschaft des Angoumois in einer Höhe von etwa 50 Metern ü. d. M.

## Bevölkerungsentwicklung
| Jahr      | 1962 | 1968 | 1975 | 1982 | 1990 | 1999 | 2006 | 2018 |
| Einwohner | 1327 | 1417 | 1819 | 2588 | 2704 | 2904 | 3442 | 3772 |

Im 19. Jahrhundert schwankte die Bevölkerungszahl konstant zwischen 800 und 900 Einwohnern. Aufgrund der Nähe zur Stadt Angoulême und vergleichsweise günstiger Immobilienpreise ist die Bevölkerung der Gemeinde im 20. Jahrhundert auf über 3000 Einwohner angewachsen.

## Wirtschaft
Im ausgehenden Mittelalter und in der frühen Neuzeit wurden am Fluss einige Wassermühlen (auch zur Papierherstellung) betrieben. Auch heute noch existiert ein Betrieb zur Herstellung von Kartonagen. Ansonsten bestimmen Einzelhandel, Handwerk, Weinbau und kleinere Dienstleistungsbetriebe das wirtschaftliche Geschehen des Ortes.

## Geschichte
Auf dem Gebiet der Gemeinde wurde im Jahr 2000 eine bronze- und eisenzeitliche Siedlung entdeckt. Eine gallorömische Statuette aus dem 2. Jahrhundert wurde ebenfalls gefunden. Die romanische Kirche weist auf einen bereits im Mittelalter bestehenden Ort hin.

## Sehenswürdigkeiten

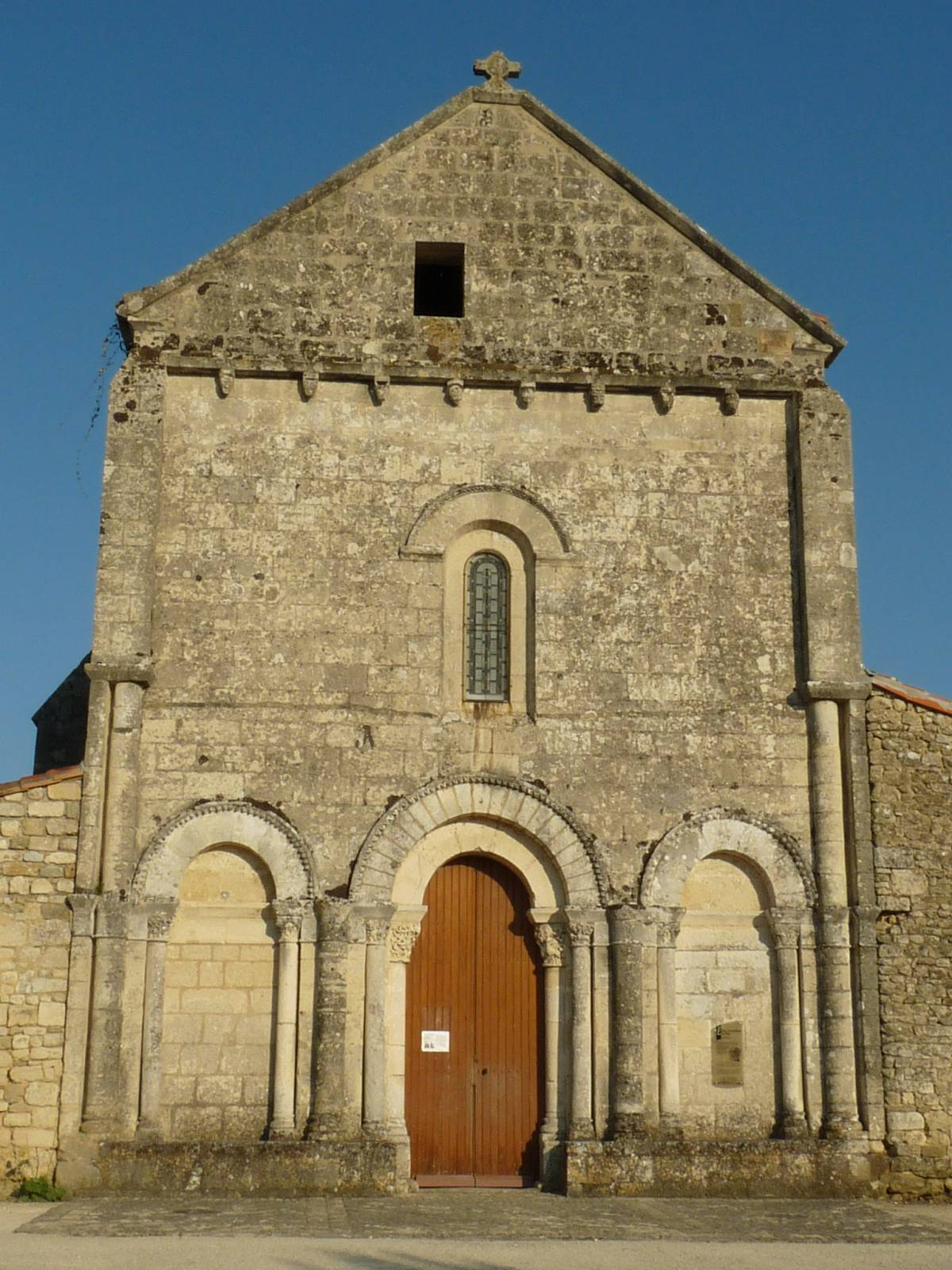
Fassade der Kirche Notre Dame

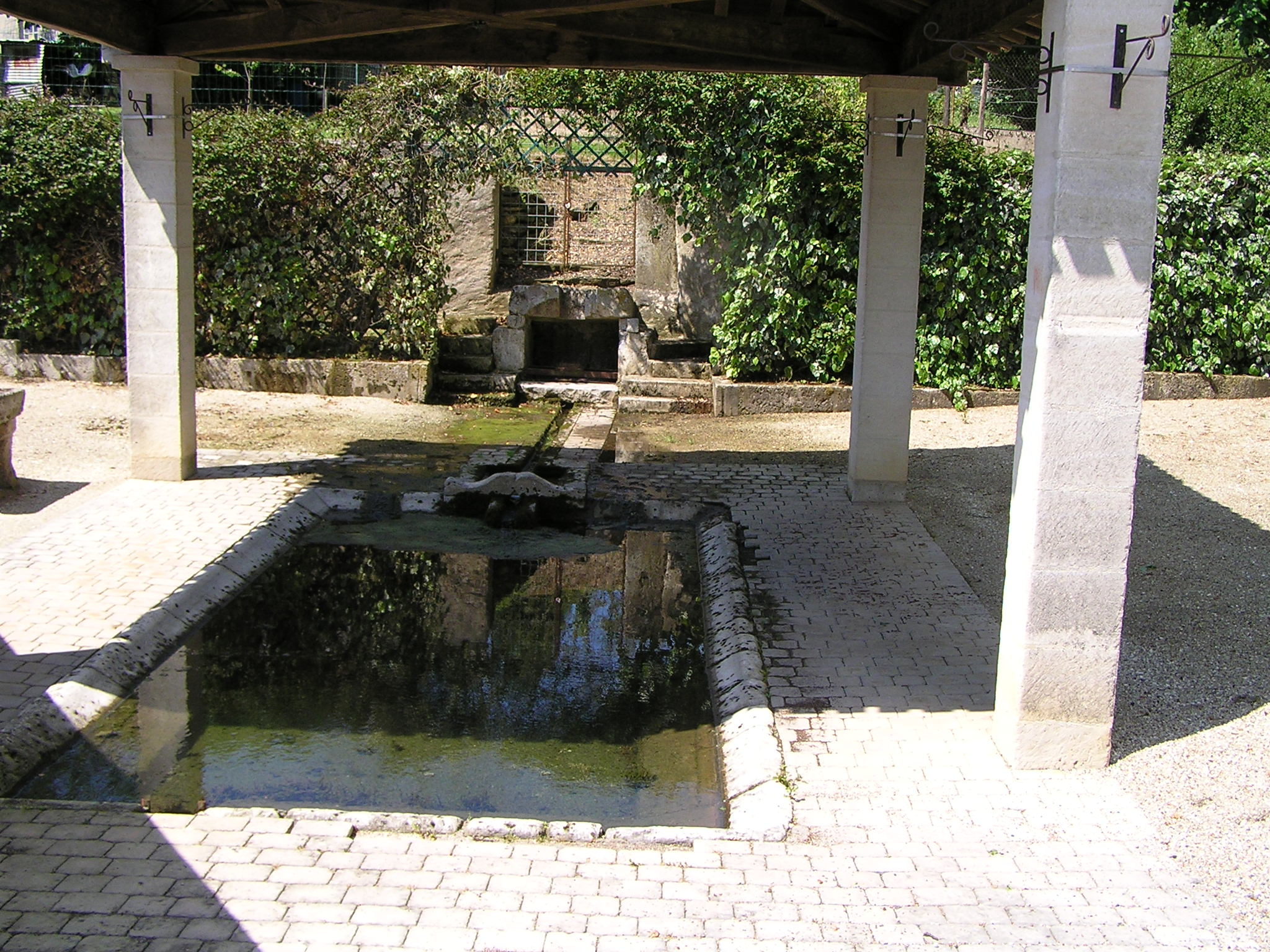
Waschhaus (lavoir)

- Die Kirche Notre-Dame ist ein mit exakt behauenen Natursteinen verkleideter romanischer Bau aus dem 11. und 12. Jahrhundert mit einem gedrungen wirkenden und schmucklosen Vierungsturm. Sehenswert ist die Ansicht von Osten mit der durch eine steinerne Sockelzone unterfütterten und dadurch beinahe monumental wirkenden Apsis. Die Westfassade zeigt im Erdgeschoss ein einfaches Triumphbogenschema mit einem Mittelportal und zwei seitlichen Blendportalen, wie es häufig an alten Kirchenbauten im Südwesten Frankreichs zu finden ist. Alle Archivolten sind nahezu schmucklos gestaltet; lediglich die Kapitelle zeigen eine vegetabilische Ornamentzier. Über dem Portalbogen befindet sich ein schmales Fenster; unterhalb des Giebeldreiecks verläuft ein teilweise figürlicher Konsolenfries. Die Seitenwände des einschiffigen Langhauses wurden im 12./13. Jahrhundert erhöht und mit Strebepfeilern verstärkt, um im Innern zwei Kuppeln einziehen zu können, die wahrscheinlich ein älteres Gewölbe ersetzten; in diesem Zusammenhang entstand anscheinend auch der schmucklose Dreiecksgiebel. Die Kirche ist seit dem Jahr 1912 als Monument historique[1] anerkannt.
- Unmittelbar neben der Kirche befindet sich das unscheinbare, aber ebenfalls aus dem Mittelalter stammende Gebäude der ancienne doyenné, das als Empfangs- und Lagerraum für die alljährlich zu errichtenden Naturalabgaben der Bauern (Zehnt) bestimmt war. Im Innern befindet sich ein gewölbter Saal mit einem Brunnen.
- Das Château de Fléac  ist ein in historisierenden Stilformen errichteter Bau des 19. Jahrhunderts; es befindet sich im Eigentum der Gemeinde und wird zu besonderen Anlässen vermietet.
- Das Logis de Chalonne stammt aus dem 15. Jahrhundert. Es liegt – den Blicken weitgehend verborgen – in einem Wäldchen und befindet sich in Privatbesitz.
- Auf dem Gemeindegebiet steht ein überdachtes Waschhaus (lavoir) aus dem 19. Jahrhundert, bei dem das Becken unbequemerweise im Boden eingelassen ist.

## Partnergemeinden
- Marktbreit, Unterfranken (seit 1986)
- Inchture, Schottland (seit 1993)